# Daniel Ellis
Daniel Ellis (Albury, 7 de octubre de 1988) es un deportista australiano que compitió en ciclismo en la modalidad de pista, especialista en la prueba de velocidad por equipos.
Ganó una medalla de bronce en el Campeonato Mundial de Ciclismo en Pista de 2011, en la prueba de velocidad por equipos.
Participó en los Juegos Olímpicos de Pekín 2008, ocupando el cuarto lugar en velocidad por equipos.

## Medallero internacional
| Campeonato Mundial | Campeonato Mundial       | Campeonato Mundial | Campeonato Mundial    |
| Año                | Lugar                    | Medalla            | Competición           |
| ------------------ | ------------------------ | ------------------ | --------------------- |
| 2011               | Apeldoorn (Países Bajos) | Medalla de bronce  | Velocidad por equipos |